# Matisia amplifolia
Matisia amplifolia là một loài thực vật có hoa trong họ Cẩm quỳ. Loài này được Pittier mô tả khoa học đầu tiên năm 1945.